# Gran Puente del Estrecho de Kurushima
El Gran Puente del Estrecho de Kurushima (来島海峡大橋 Kurushima-kaikyō Oohashi?) es un puente que se encuentra en la Ciudad de Imabari, en la prefectura de Ehime. 

## Características
Atraviesa el estrecho de Kurushima, uniendo las islas Oo y Shikoku. En realidad es un complejo de tres puentes, el Primer Gran Puente del Estrecho de Kurushima (来島海峡第一大橋 Kurushima-kaikyō Dai'ichi Oohashi?), Segundo Gran Puente del Estrecho de Kurushima (来島海峡第二大橋 Kurushima-kaikyō Dai'ni Oohashi?) y el Tercer Gran Puente del Estrecho de Kurushima (来島海峡第三大橋 Kurushima-kaikyō Dai'san Oohashi?).
Es el primer puente colgante triple del mundo, y su longitud total es de 4.105 m. La zona central está atravesada por la Autovía de Nishiseto; también tiene un carril norte exclusivo para peatones y ciclistas, y un carril sur exclusivo para motociclistas.
Durante la noche el Gran Puente del Estrecho de Kurushima es iluminado.